# Jednostavni stroj
Jednostavni stroj je povijesni naziv za razne alate ili naprave koje su povećavale omjer uložene i dobivene sile. Jednostavni strojevi su omogućili čovjeku da obavi radove koji su zahtijevali snagu koja je bila veća od njegove, to jest omogućili su iskorištavanje snage vjetra, snage vode, i snage gorivih tvari. Bez njih bio je nezamisliv napredak, a čovjek bi još uvijek bio na primitivnom stupnju razvoja. Jednostavni strojevi su:
- poluga
- kotač i osovina
- koloturnik i kolotura
- kosina
- klin
- vijak.

## Kotač i osovina
Kotač je mehanička naprava okretanjem koje se omogućuje izvršenje nekog rada (pokretanje nekog tijela) uz primjenu manje sile. Tako je na primjer sila trenja (otpora gibanju) vozila pri kotrljanju (vozila s kotačima) znatno manja od sile trenja vozila koje kliže podlogom; par ili niz kotača različita promjera, u međusobnom dodiru (zupčanici) ili posredno, preko remena (remenice) ili užeta (koloture), omogućuje prijenos sile u najpovoljnijem iznosu; primijenjen kao zamašnjak, kotač svojom tromošću ujednačuje nejednolike pogonske sile, čime je rad stroja (na primjer parne lokomotive) ili uređaja (na primjer kolovrata) mirniji, a ekonomičnost sustava povećana. Naziva se još i kolo, a osim s prijevoznim sredstvima (kolima), razvoj kotača povezan je i s iskorištenjem vodene energije (vodeničko kolo), te za obavljanje različitih poslova (na primjer lončarsko kolo). Svrstava se među takozvane jednostavne strojeve, na načelima kojih počiva rad svih današnjih strojeva pa je time i jedan od najznačajnijih tehničkih izuma čovječanstva.
Razvoj kotača bio je polagan, ali stalan na gotovo cijelom planetu. Njegov je preteča trupac, s pomoću kojega se podmetanjem i kotrljanjem ispod teških tereta olakšava njihovo pokretanje. Pojava kotača vezana je uz kola kao prijevozno sredstvo. Najstariji prikazi kotača pronađeni su među ostatcima središnjoazijskih kultura (Ur, oko 2700. pr. Kr.), puna su oblika i slični onima iz mlađega kamenog doba, nađenima u tresetištima sjeverne i zapadne Europe. Ljubljanski drveni kotač je najstariji drveni kotač s osovinom na svijetu, starost mu iznosi oko 5 150 godina. Oko 1700. pr. Kr. taj se izum proširio do Kine i Egipta, a prvi kotači sa žbicama pojavljuju se na prikazima borbenih kola starih Rimljana (oko 300. pr. Kr.). Značajan korak u razvoju kotača bilo je uvođenje ojačanja vijenca metalnim prstenom (bronca, čelik), koji je povećao čvrstoću kotača i njegov otpor habanju. Prije europskih istraživanja na pacifičkim otocima kotač nije bio poznat; pretkolumbovske kulture Amerike poznavale su princip kotača, ali nisu nikada razvile njegovu primjenu. Za prijenos gibanja i sile u različitim napravama (vitlo, kolotur), kotač se rabi još od antike.

### Kola
Kola su prijevozno sredstvo s kotačima koje se pokreće s pomoću životinjske vuče. Naziv kola upotrebljava se i za prijevozna sredstva na mehaničku i električnu vuču (za motorna vozila, željeznički vagon, tramvaj), a u vojnoj terminologiji naziv borna kola istoznačnica je za oklopna bojna (ratna) vozila (tenkove, samohodne topove, oklopne automobile). Kola na životinjsku vuču imaju najčešće 4 kotača na 2 osovine; prednja osovina, s kojom je povezano rudo, pokretna je, čime je omogućeno upravljanje kolima na zavojima. Rjeđa su kola s 2 kotača (antička bojna i trkaća kola, moderna sportska trkaća kola). Kola za prijevoz ljudi imaju redovito opruge koje ublažavaju trešnju pri vožnji. Kotači su najčešće drveni, okovani željeznim obručem (naplatkom, gobeljom), sa zrakastim (radijalnim) žbicama. Tako oblikovani pojavili su se već u antičko doba, iako su najstariji bili od punoga drva, pločasti, poput diska. Takvi puni kotači u uporabi su još i danas u mnogim, uglavnom nerazvijenim zemljama, najčešće na poljoprivrednim imanjima.

### Vodeničko kolo
Vodeničko kolo je najstariji uređaj za pretvorbu energije vode (hidroenergija) u mehaničku energiju. Pogonska sila vodeničkog kola nastaje ili zbog težine vode ili zbog pretlaka zastoja vode, a ne kao rezultat promjene količine gibanja, te se vodenička kola ne smatraju vodnim turbinama. Vodeničko kolo se sastoji od okruglog drvenog ili metalnog okvira, na čijem okviru se nalazi veliki broj lopatica, koje služe za pogon. Osovina je uglavnom vodoravno ugrađena. Prijenos snage može biti direktno preko osovine, preko zupčastog prijenosnika ili preko remena i remenice na osovini. Već tisućama godina voda u pokretu okreće vodenička kola u mlinovima. To se okretanje prenosi na žrvanj, u kojem se zrna kukuruza ili pšenice drobe u brašno. Godine 1086. napisana je velika knjiga "Domesday Book" u Engleskoj. U toj knjizi, napisanoj po zahtjevu Vilima I. Osvajača, bila su popisana vlasništva nad zemljištima i nekretninama u svrhu ubiranja poreza. Prema toj knjizi na jugu Engleske postojalo je 5 624 vodenica. Oko 400 ljudi koristilo se jednom vodenicom. 
Voda može teći preko drvenog kotača, ispod kotača ili u tijelo kotača. Ako voda teče preko drvenog kotača, tada do izražaja dolazi potencijalna energija vode. Drugim riječima, iskorištava se mogućnost (potencijal) da voda teče s veće visine naniže. Ako voda teče ispod kotača, tada voda na kolo prenosi svoju kinetičku energiju.

### Vitlo
Vitlo je uređaj kojim se uže ili lanac namata na vodoravni ili okomiti bubanj, pogonski užetnik ili lančano kolo i pritom nešto povlači, diže, napinje ili drugo. Vitla dolaze u najrazličitijim izvedbama, imaju široku primjenu te su sastavni dio svih dizalica, žičara, dizala (liftova) i sličnih uređaja. Posebnu skupinu tvore brodska teretna, sidrena, pritezna i vučna vitla, najčešće smještena na pramcu i krmi broda. Pogon može biti ručni, ili motorni (električni, hidraulički, motor s unutarnjim izgaranjem), s jednostrukim ili dvostrukim prijenosom preko ravnih i stožastih zupčanika ili pužnoga kola. Ručnim vitlima ostvaruju se vlačne sile do 50 kN (na primjer okomito dizanje tereta od 5 tona), a motornima i višestruko veće. Osim pogonskoga stroja, prijenosnih zupčanika i bubnja s užetom, sastavni su dijelovi vitala kočnice, spojke i sigurnosni uređaji protiv pada tereta i prekoračenja dopuštene visine dizanja. Jednostavno priručno vitlo sastoji se od dva kolotura različitih polumjera, međusobno čvrsto spojenih zajedničkom osovinom. Veći kolotur, oko kojega je namotano uže za potezanje, naziva se kolo, a manji, produžen u obliku valjka na koje se namata uže s teretom, naziva se vreteno. Sila potezanja razmjerno je manja u odnosu na silu u teretnom užetu prema omjeru polumjera vretena i kola. Vitlom se kadšto naziva naprava za namatanje kakve uzice ili niti pređe (također motovilo).

## Poluga
Poluga je čvrsto tijelo, najčešće u obliku ravna ili zakrivljena štapa, koje se pod utjecajem sila može zakretati oko jedne osi. Sile koje djeluju na polugu u ravnini okomitoj na os mogućega zakretanja, pomnožene s udaljenostima njihova pravca djelovanja od osi (krak sile), daju momente sile, koji su to veći što je i udaljenost veća. Poluga je u ravnoteži kada je algebarski zbroj svih momenata koji djeluju na polugu jednak nuli (zakon poluge). Djelovanjem male sile na velikom kraku mogu se ostvariti na malom kraku velike sile i obrnuto. Time se razmjerno malim silama mogu svladati velika opterećenja, a na tom principu djeluju različiti alati (škare, kliješta), naprave (polužna vaga, kantar, pedala ili papučica, stezna poluga) ili složeniji mehanizmi, kod osjetljivih pak sprava, na primjer kod pincete (ponekad se naziva i poluga trećeg reda), može se od veće sile postići manja. Poluga može biti dvokraka (poluga prvoga reda), kod koje sile djeluju na suprotnim stranama od osi zakretanja, ili jednokraka (poluga drugoga reda), gdje su sve sile s jedne strane u odnosu na os. Postavljanje zakona poluge pripisuje se grčkom matematičaru i izumitelju Arhimedu.

### Polužna vaga
Polužna vaga, obična vaga ili vaga jednakih krakova u stvari je poluga jednakih krakova. Na krajevima krakova nalaze se zdjelice za teret i uteg. Prema tome, za polužnu vagu vrijedi isti uvjet ravnoteže kao i za običnu polugu. Uvjet za ravnotežu na poluzi je da algebarski zbroj momenata sile bude jednak nuli. Taj uvjet ravnoteže vrijedi bez obzira da li na poluzi djeluju dvije sile ili više njih"
{\displaystyle M_{1}=F_{1}\cdot D_{1}=F_{2}\cdot D_{2}=M_{2}\!}
Ako na takvo kruto tijelo na udaljenostima D1 i D2 (krakovi vage) djeluju težine F1 i F2, ono će biti u ravnoteži kada je F1D1 = F2D2 (zakon poluge). Kako je težina F = mg, gdje je m masa, a g ubrzanje (akceleracija) sile teže, slijedi: 
{\displaystyle m_{1}\cdot D_{1}=m_{2}\cdot D_{2}}
te se tako vaganjem, to jest usporedbom s normiranim utezima, može odrediti masa predmeta koji se važe.

### Vage nejednakih krakova
Ako su krakovi jednaki, mase se uspoređuju izravno, inače vrijedi:
{\displaystyle m_{2}=m_{1}\cdot {\frac {D_{1}}{D_{2}}}\ }
Vaga u kojoj je omjer krakova D1/D2 = 1/10 naziva se decimalnom vagom, a ako je D1/D2 = 1/100 centezimalnom vagom. Takve vage uspoređuju masu tereta s deset puta, odnosno sto puta manjom masom utega i služe za mjerenje većih tereta (od nekoliko desetaka kilograma do nekoliko tona kod mosne ili kolne vage). 

### Hidraulična preša
Hidraulična preša ili hidraulička preša je uređaj s pomoću kojega se mogu proizvesti vrlo velike sile tlačenja, dizanja, probijanja, oblikovanja i slično. Sastoji se od dvaju međusobno spojenih cilindara, ispunjenih tekućinom. Hidraulična preša djeluje na principu jednakoga širenja tlaka na sve strane u tekućinama (Pascalov zakon). Tlak u malome cilindru nastaje zbog gibanja malog klipa, koji se pomiče ručno preko poluge ili elektromotorom. Tlak proizveden u malome cilindru prenosi se u veliki cilindar, gdje djeluje na veliki klip. Tlakovi su u oba cilindra jednaki, ali zbog različitih promjera klipova sile su na klipovima i brzine pomicanja klipova različite. Sila koja podiže veliki klip onoliko je puta veća od sile kojom mali klip pritišće tekućinu koliko je površina presjeka velikog klipa veća od površine presjeka malog klipa. Brzine pomicanja klipova obrnuto su proporcionalne površinama klipova, to jest hod velikoga klipa onoliko je puta manji od hoda maloga klipa koliki je omjer površine presjeka klipova. Dio je hidraulične preše i spremnik tekućine, iz kojega pumpa (mali cilindar), preko nepovratnoga ventila siše tekućinu za dizanje velikoga klipa, u koji se tekućina vraća posebnim vodom kada se klip spušta. Kao radna tekućina danas se najčešće upotrebljava ulje ili emulzija ulja s vodom (hidraulički fluid). Male prijenosne hidraulične preše služe kao dizalice za automobile, ali se izrađuju i za sile dizanja veće od 1 000 000 N. Stabilne hidraulične preše služe kao dizalice (na primjer u autoservisima) i kao preše u mnogim granama industrije. Hidraulične preše imaju svestranu primjenu, ali im je nedostatak mala radna brzina.

## Kolotur i koloturnik
Kolotur je kotač koji služi za prijenos gibanja ili djelovanja sile uz pomoć užeta (remena, lanca) prebačena preko njegova užlijebljena oboda. Čvrsti kolotur ima nepomičnu osovinu i služi za promjenu smjera djelovanja sile. Pomični kolotur ima pomičnu osovinu; njime se može držati teret u ravnoteži s upola manjom silom, jer se djelovanje tereta raspodjeljuje na dva užeta. Koloturnik je sustav kolotura različitih izvedbi, a služi za dizanje velikog tereta malom silom (natezanjem užeta) uz produljenje puta. Potencijalni koloturnik sastoji se od jednoga čvrstog i nekoliko pomičnih kolotura; svaki pomični kolotur umanjuje upola silu potrebnu za uravnoteženje težine tereta. Naziv potencijalni potječe odatle što sila potrebna za ravnotežu opada s potencijom broja 2. Arhimedov koloturnik sustav je od nekoliko kolotura različitih veličina, od kojih je polovica nepomična i povezana, dok su preostali također međusobno povezani, ali se zajedno pomiču. Diferencijalni koloturnik sastoji se od tri kolotura s užetom bez kraja. Dva kolotura različitih polumjera nalaze se na istoj osovini, dok je na trećem, pomičnom koloturu obješen teret.

## Kosina
Kosina je ravnina nagnuta pod oštrim kutom prema horizontalnoj ravnini. Omogućuje podizanje tereta na neku visinu duljim putem, ali manjom silom od one koja bi bila potrebna za podizanje po okomici. Također, služila je za proučavanje jednoliko ubrzanoga gibanja tijela s ubrzanjem koje je manje od ubrzanja Zemljine sile teže:
{\displaystyle a=g\cdot \sin \alpha }
gdje je: a - ubrzanje na kosini, g - ubrzanje sile teže, a α - nagib kosine. 
Budući da težina tijela uvijek djeluje okomito prema dolje, a da se tijelo na kosini ne može gibati u tome smjeru, težina se rastavlja na dvije komponente: komponentu okomitu na kosinu i paralelnu s njome. Okomita komponenta pritišće podlogu (podloga uzvraća silom suprotnoga smjera), a paralelna komponenta ubrzava tijelo niz kosinu i vrši rad ako je u tome ne ometaju druge sile (na primjer sila trenja). Uvjet je mirovanja tijela na kosini da je sila trenja jednaka paralelnoj komponenti težine tijela: 
{\displaystyle F_{tr}=G\cdot \sin \alpha }
gdje je: α - nagib kosine, a G - težina tijela.

## Klin
Klin je zaoštreno ili zašiljeno tijelo u obliku trokutaste prizme, najčešće od čelika. Služi za uvećavanje primijenjene sile i promjenu smjera njezina djelovanja. Tijelo u koje se klin zasijeca pritišće okomito na njegove stranice. Sila Q može se svladati manjom silom P iznosa:
{\displaystyle P=Q\cdot {tg}\alpha }
ako je kut između glavnih dviju ploha α < 45°. Upotrebljava se najčešće za kalanje, rezanje i podizanje.

## Vijak
Vijak je strojni dio za rastavljivo spajanje dijelova ili za pretvaranje rotacijskoga gibanja u translacijsko. Valjkasta je oblika, a duž cijele vanjske strane ili njezina dijela oblikovan je narezanim ili utisnutim navojem, to jest spiralnim užljebljenjem, koje djeluje poput vješto izvedene kosine. Navoj se u obliku helikoidne linije ili uske plohe ravnomjernim nagibom ovija oko cilindričnog ili, rjeđe, blago stožastoga tijela i uspinje u smjeru kazaljke na satu (desni navoj) ili obrnuto (lijevi navoj). Prema namjeni, navoji imaju različite oblike poprečna presjeka (trokutni, trapezni, pilasti i tako dalje), mogu biti jednovojni ili viševojni (dvovojni, trovojni), metarski ili colni (na primjer cijevni Whitworthov navoj). Karakteristične veličine navoja jesu kut profila, teorijska i nosiva dubina, korak i drugo. Većinom su standardizirani, premda se iz različitih razloga izvode i izvan standarda. Pored tijela s navojem vijak je obično opremljen glavom različita oblika. Glava vijka najčešće je šesterostrana prizma, ali može biti i četverokutna, poluokrugla, valjkasta s ravnim ili upuštenim križem, šesterokutom (takozvani imbus-vijak) ili zvijezdom, potom lećasta, krilna, narovašena, očna ili stožasta (utor na glavi vijka).
Vijčani spojevi izvode se vijkom i maticom (glavi slično prizmatično tijelo s navojem unutar središnjega provrta), ili je vijak uvrnut u provrt s navojem jednog od tijela koje se spaja. Radi boljega nalijeganja ili radi sprječavanja samoodvrtanja, vijčanom se spoju ispod glave vijka ili ispod matice stavljaju obični i elastični podlošci. Često se upotrebljavaju i dvije matice zajedno, od kojih druga, bliža kraju (takozvana protumatica), služi kao osigurač. Dosjedni vijci uz stezanje dijelova osiguravaju i njihov točan položaj. Struk je na dosjednoj površini gladak i brušen, a rupe razvrtane. Vijci za podešavanje imaju na kraju struka poseban izdanak, a služe za postavljanje dijelova u određen međusobni položaj. Usadni vijci uvrću se u jedan dio stroja, a nemaju glavu; obično se upotrebljavaju za spojeve kućišta, poklopaca i slično. Temeljni ili kotveni vijci povezuju glavne dijelove s postoljem ili temeljem, a izvedeni su ili kao vijci s glavom ili im je glava stožasto prizmatična, rasječena i povinuta, raskovana ili sploštena ili ima neki drugi, često nepravilan oblik koji osigurava dobro držanje kada se zalije u beton temelja. Posebna su oblika vijci za drvo, kojima je tijelo blago stožasto i završava kao šiljak. Oni se ubrajaju u samonarezne vijke, jer sami sebi narezuju navojnu rupu, odnosno ne trebaju maticu. Imaju širok navoj većeg uspona i upuštenu ili poluokruglu glavu s utorom. Na sličnom načelu djeluju i vijci za lim te vijci za plastiku, koji često imaju završetak tijela poput nareznoga svrdla.
Osim vijka kao elementa za spajanje, tako se nazivaju i druga tijela s više ili manje helikoidnim oblikom, na primjer brodski vijak ili vijčani propeler, vijak za pretvaranje rotacijskoga gibanja u translacijsko (vreteno) ili Arhimedov vijak.

### Arhimedov vijak
Arhimedov vijak je naprava koja se često tijekom povijesti upotrebljavala za premještanje vode u kanale za natapanje. To je jedan od izuma koji se pripisuje grčkom misliocu Arhimedu iz 3. st. pr. Kr., iako postoji i druga teorija po kojoj su za ovaj izum zaslužni stanovnici Babilona prije Arhimeda, a postoji i pretpostavka da su se čuveni vrtovi Babilona natapali uz pomoć ovog tipa sisaljke. Osim toga, Arhimedov vijak je jedna od prvih poznatih sisaljki koje se spominju. Stroj je jednostavne konstrukcije, sastoji se od vijka smještenog unutar cijevi. Vijak se okreće pokretan vjetrenjačom ili snagom čovjeka ili stoke. Okretanjem vijka, tekućina se giba po obodu vijka prema gore, sve dok ne dođe do vrha, gdje se izlijeva iz cijevi prema krajnjem odredištu. Poželjno je da između vijka i cijevi bude što manja zračnost, kako bi se smanjila propuštanja iz višeg u niži nivo. Gubici će također biti manji ako je veća brzina okretanja vijka.
Izvedba Arhimedovog vijka može biti na dva načina, kod prve izvedbe se vijak okreće unutar cijevi koja je statična, a kod druge se vijak i cilindar okreću zajedno, te ne postoji relativno gibanje između vijka i cijevi. Povijesni izvori govore o upotrebi drugog sustava u starom vijeku u Grčkoj i Rimu, a postoje i naznake da se upotrebljavao u Babilonu za vrijeme Nabukodonosora drugog. Tu se upotrebljavao ljudski rad pri okretanju kućišta u kojem je bio kruto spojeni vijak.
Danas se Arhimedov vijak upotrebljava za navodnjavanje, ali i za isušivanje. Česta je upotreba i u kanalizacijskim sustavima jer je vijak skoro neosjetljiv na krute nečistoće i mijenjanje količina koje prebacuje. Također, Arhimedov vijak je česta pojava u pokretnim trakama, u ribogojilištima, transportu žitarica i drugo.

### Navojno vreteno
Navojno vreteno (u strojarstvu često se naziva samo vreteno) je strojni dio u obliku izduženoga vijka, koji zajedno s pridruženim dijelovima pretvara vrtnju (rotacijsko gibanje) u pravocrtno gibanje (translacija). Pri radu vreteno se vrti, a pripadno se tijelo s unutarnjim navojem (na primjer suport tokarilice ili tlačna ploča preše) pomiče duž vretena (ravnocrtno translatira). Ponegdje tijelo s unutarnjim navojem miruje, a vreteno izvodi translaciju i rotaciju istodobno. Vretena se najčešće izvode s trapeznim, pilastim ili pravokutnim profilom navoja, koji imaju veće uspone, jače su opteretivi, pa prenose i veće aksijalne sile.

### Preša ili tijesak
Preša ili tijesak (njem. Presse < srednjovj. lat. pressa, prema klas. lat. pressus: stisnut) je stroj za tiještenje, tiskanje, probijanje, sječenje, kovanje i druge vrste obradbâ kod kojih se primjenjuje velika sila na razmjerno malenu putu. Namijenjena je ponajprije tlačnom opterećivanju obratka ili njegovoj deformaciji pravocrtnim gibanjem malja ili drugog alata prema radnomu stolu. Jednostavna drvena preša s navojnim vretenom od davnine je služila za cijeđenje grožđa, uljarica i slično, a prvi tiskarski strojevi također su bili jednostavne preše kojima se drvena ploča sa slovima pritiskala na papir. Za potrebe obrta i industrije razvijen je niz preša različitih po konstrukciji, namjeni i pritisku. Prema izvedbi razlikuju se vretenasta, mehanička i hidraulička preša.